# Sír-patak
A Sír-patak a Börzsönyban ered, Érsekvadkert településtől északra, Nógrád vármegyében, mintegy 140 méteres tengerszint feletti magasságban. A patak forrásától kezdve keleti, majd délkeleti irányban halad és Érsekvadkert közelében éri el a Lókos-patakot.

## Part menti település
- Érsekvadkert